# Oldham RLFC
Oldham Rugby League Football Club es un equipo profesional de rugby league de Inglaterra con sede en la ciudad de Stalybridge.
Participa anualmente en la Super League, la principal competición de la disciplina en el país.
El equipo hace como local en el Bower Fold, con una capacidad de 6.500 espectadores.

## Historia
El equipo fue fundado en 1876, en 1895 abandona la Rugby Football Union y fue uno de los clubes fundadores de la Northern Union.
El equipo participó en la primera edición del campeonato inglés de rugby league, finalizando en la 4° posición.
Durante su larga historia, el club ha logrado 3 campeonatos nacionales y 3 copas nacionales.

## Palmarés
- Super League[2] (4): 1904–05, 1909–10, 1910–11, 1956–57
- Challenge Cup[3] (3): 1898–99, 1924–25, 1926–27
- RFL Championship Second Division (3): 1963-64, 1981–82, 1987–88